# Michael Gove
Michael Andrew Gove, né le 26 août 1967 à Aberdeen, est un journaliste et homme politique britannique, membre du Parti conservateur.

## Biographie
Né d'une mère célibataire, il est adopté à l'âge de quatre mois et élevé à Aberdeen, en Écosse. Dans les années 1970, il est marqué par la faillite de l'entreprise de son père adoptif, mareyeur, qu'il impute à la multiplication des normes européennes dans le secteur de la pêche.
Après avoir étudié l'anglais au Lady Margaret Hall College de l'université d'Oxford, il mène une carrière de journaliste, d'abord dans des médias locaux, puis au journal The Times à partir de 1996. Il travaille également à la STV et à la BBC.
Membre du Parti conservateur et proche de David Cameron, il est élu député pour la circonscription de Surrey Heath en 2005. Secrétaire d'État à l'Éducation de 2010 à 2014 dans le gouvernement Cameron, puis « Chief Whip » de la Chambre des communes, il retrouve en 2015 le cabinet de la reine, avec les fonctions de lord chancelier et de secrétaire d'État à la Justice.
Avec Boris Johnson, il est la principale figure du Parti conservateur faisant campagne pour la sortie du Royaume-Uni de l'Union européenne (« Brexit ») dans le cadre du référendum du 23 juin 2016. Après la victoire de son camp au référendum et l'annonce de la démission du Premier ministre David Cameron, il annonce à la surprise générale sa candidature à l'élection à la direction du Parti conservateur, tandis que Boris Johnson (qu'il soutenait jusque-là, ce qui a été analysé comme une « traitrise »), considéré comme un des favoris, se retire. Il obtient 14,6 % des voix au premier tour et 14 % au second, où il est éliminé ; Theresa May remporte le scrutin.
Candidat à l’élection de 2019 à la direction du Parti conservateur britannique, il est éliminé de justesse au cinquième tour du vote des députés, après avoir obtenu 75 voix, contre 77 pour Jeremy Hunt et 160 pour Boris Johnson.
Il est secrétaire d'État à l'Environnement, à l'Alimentation et aux Affaires rurales dans le gouvernement May II, de 2017 à 2019. Il est nommé chancelier du duché de Lancastre le 24 juillet 2019, dans le gouvernement Johnson. Enfin, le 15 septembre 2021, il est nommé secrétaire d'État à l'Égalité des chances, au Logement et aux Communautés. Il est limogé de ses fonctions le 6 juillet 2022 pour son manque de loyauté vis-à-vis du Premier ministre.
Il est l'un des artisans de la chute de Liz Truss puis est réintégré au gouvernement par Rishi Sunak.
Il devient pair à vie et entre à la chambre des Lords en mai 2025.

## Positionnement
Il prend des positions libérales sur les questions sociales et sociétales, comme le mariage homosexuel.
Eurosceptique de longue date, il est jugé assez conservateur en matière de politique étrangère. Il soutient l'invasion de l'Irak en 2003